# Bibliografia lui Lucian Boia
Bibliografia istoricului român Lucian Boia consistă atât din cărți originale publicate în limbile română și franceză, cât și din traduceri ale lor în alte limbi.

## Scrieri

### Lucrări scrise sau traduse în limba română
| Titlu                                                                             | Editura   | An                                       | Pagini |
| --------------------------------------------------------------------------------- | --------- | ---------------------------------------- | ------ |
| Evoluția istoriografiei române                                                    | UB        | 1976                                     | 377    |
| Probleme de geografie istorică (curs universitar)                                 | UB        | 1985                                     | 191    |
| Mituri istorice românești                                                         | UB        | 1995                                     |        |
| Miturile comunismului românesc                                                    | UB        | 1995, 1997, 1998 (Nemira)                | 371    |
| Istorie și mit în conștiința românească                                           | Humanitas | 1997, 2000, 2002, 2005, 2010, 2011, 2012 | 412    |
| Jocul cu trecutul. Istoria între adevăr și ficțiune                               | Humanitas | 1998, 2002, 2008, 2013, 2015             | 162    |
| Mitul longevitatii. Cum să trăim 200 de ani                                       | Humanitas | 1999                                     | 184    |
| Două secole de mitologie națională                                                | Humanitas | 1999, 2002, 2008, 2011, 2012             | 136    |
| Mitologia științifică a comunismului                                              | Humanitas | 1999, 2005, 2011                         | 236    |
| Pentru o istorie a imaginarului                                                   | Humanitas | 2000, 2006                               | 224    |
| România, țară de frontieră a Europei                                              | Humanitas | 2002, 2005, 2007, 2012, 2015             | 348    |
| Mitul democrației                                                                 | Humanitas | 2003, 2007, 2013, 2015, 2016             | 172    |
| Între înger și fiară. Mitul omului diferit din Antichitate până în zilele noastre | Humanitas | 2004, 2011                               | 260    |
| Jules Verne. Paradoxurile unui mit                                                | Humanitas | 2005, 2014                               | 284    |
| Omul și clima. Teorii, scenarii, psihoze                                          | Humanitas | 2005, 2015                               | 188    |
| Tinerețe fără bătrânețe                                                           | Humanitas | 2006                                     | 216    |
| Sfârșitul lumii. O istorie fără sfârșit                                           | Humanitas | 2007                                     | 272    |
| Occidentul. O interpretare istorică                                               | Humanitas | 2007, 2013                               | 240    |
| Napoleon III cel neiubit                                                          | Humanitas | 2008, 2014                               | 260    |
| Germanofilii. Elita intelectuală românească în anii Primului Război Mondial       | Humanitas | 2009, 2013, 2014                         | 424    |
| Tragedia Germaniei. 1914-1945                                                     | Humanitas | 2010, 2012, 2015                         | 144    |
| Franța, hegemonie sau declin?                                                     | Humanitas | 2010, 2012                               | 236    |
| Capcanele istoriei. Elita intelectuală românească între 1930 și 1950              | Humanitas | 2011, 2012, 2013                         | 384    |
| Istoriile mele. Eugen Stancu în dialog cu Lucian Boia                             | Humanitas | 2012                                     | 216    |
| De ce este România altfel? Ediție adăugită                                        | Humanitas | 2012, 2013                               | 160    |
| Explorarea imaginară a spațiului                                                  | Humanitas | 2012                                     | 240    |
| Eugen Brote (1850–1912). Destinul frânt al unui luptător național                 | Litera    | 1974, 2013 (Humanitas)                   | 312    |
| Sfârșitul Occidentului? Spre lumea de mâine                                       | Humanitas | 2014                                     | 128    |
| Balcic. Micul paradis al României Mari                                            | Humanitas | 2014                                     | 224    |
| Primul Război Mondial. Controverse, paradoxuri, reinterpretări                    | Humanitas | 2014                                     | 120    |
| Dosarele secrete ale agentului Anton . Petru Comarnescu în arhivele Securității   | Humanitas | 2014                                     | 292    |
| Suveranii României. Monarhia, o soluție?                                          | Humanitas | 2014                                     | 112    |
| Cum s-a românizat România                                                         | Humanitas | 2015                                     | 144    |
| Mihai Eminescu, românul absolut. Facerea și desfacerea unui mit                   | Humanitas | 2015                                     | 224    |
| Strania istorie a comunismului românesc (și nefericitele ei consecințe)           | Humanitas | 2016                                     | 240    |
| Un joc fără reguli. Despre imprevizibilitatea istoriei                            | Humanitas | 2016                                     | 112    |
| În jurul Marii Uniri de la 1918. Națiuni, frontiere, minorități                   | Humanitas | 2017                                     | 136    |
| De la Dacia antica la Marea Unire                                                 | Humanitas | 2018                                     | 104    |
| Cum am trecut prin comunism. Al doilea sfert de veac                              | Humanitas | 2019                                     | 188    |

### Traduceri în limba engleză
- Relationships between Romanians, Czechs and Slovaks: (1848-1914), translated by Sanda Mihailescu, Editura Academiei Republicii Socialiste România, 1977
- Great Historians from Antiquity to 1800: An International Dictionary (editor-in-chief), Greenwood Press, Westport, 1989 ISBN 0313245177
- Great Historians of the Modern Age: An International Dictionary (editor-in-chief), Greenwood Press, Westport, 1991
- Romania : borderland of Europe, translated by James Christian Brown; Reaktion Books, London, 2001
- History and myth in Romanian consciousness, Central European University Press, Budapest, 2001[2]
- Forever Young: A Cultural History of Longevity, translated by Trista Selous, Reaktion Books, London, 2004
- The Weather in the Imagination, Reaktion Books, London, 2005

### Traduceri în limba franceză
- L'exploration imaginaire de l'espace, La Découverte, 1987
- La fin du monde, La Découverte, 1989
- Entre l'ange et la bête : le mythe de l'homme différent de l’Antiquité a nos jours, Plon, Paris, 1995
- Pour une histoire de l'imaginaire, Les Belles Lettres, Paris, 1998
- La Mythologie scientifique du communisme, Belles Lettres, 2000
- Le mythe de la démocratie, Éditions Les Belles Lettres, Paris, 2002. Eseul a fost scris inițial în limba franceză și apoi a fost tradus în limba română de autor.[3]
- La Roumanie : un pays à la frontière de l'Europe, traducere în limba franceză a celei de a doua ediții române de Laurent Rossion, Les Belles Lettres, Paris, 2003, 415 p.
- L'homme face au climat : l'imaginaire de la pluie et du beau temps, Les Belles Lettres, Paris, 2004
- Jules Verne : Les paradoxes d'un mythe, Les Belles Lettres, Paris, 2005
- Quand les centenaires seront jeunes : L'imaginaire de la longévité de l'Antiquité à nos jours, Les Belles Lettres, Paris, 2006
- Les Pièges de l'Histoire : L'élite intellectuelle roumaine (1930-1950), traducere în limba franceză de Laure Hinckel, asistată de Gabrielle Danoux, Les Belles Lettres, Paris, 2013

### Traduceri în limba germană
- Geschichte und Mythos. Über die Gegenwart des Vergangenen in der rumänischen Gesellschaft, Köln, 2003
- Wie Rumänien Rumänisch wurde. Schiller Verlag Bonn - Hermannstadt, 2016. ISBN 978-3-944529-77-6

### Traduceri în limba maghiară
- Történelem és mítosz a román köztudatban, tradus de András János, Kriterion, Bukarest/Kolozsvár, 1999
- Miért más Románia?, tradus de  Rostás Péter-István ,Koinónia, Kolozsvár 2013, 2014, 2016
- Az ókori Dáciától a nagy egyesülésen át a mai Romániáig, tradus de  Rostás Péter-István ,Koinónia, Kolozsvár
- A Nyugat hanyatlása, tradus de Rostás Péter-István, Koinónia, Kolozsvár, 2014, 2015
- Románia elrománosodása,tradus de  Rostás Péter- István,Koinónia, Kolozsvár, 2015
- A román kommunizmus különös története, tradus de Vallasek Júlia,Koinónia,Kolozsvár, 2017
- Az 1918-as nagy egyesülés - Nemzetek, határok, kisebbségek, tradus de Rostás Péter-István, Koinónia, Kolozsvár, 2018

### Traduceri în alte limbi
- Entre El Angel y La Bestia, Andres Bello, 1997, ISBN 8489691088
- Rumunsko — krajina na hranici Európy, translated into Slovak by Hildegard Bunčáková, Kalligram, Bratislava, 2012, ISBN 9788081016516
- ¿El fin de Occidente? Hacia el mundo de mañana, Lucian Boia, editorial Eneida, Madrid, 2015. Traducción de Joaquín Garrigós.

## Recenzii
1. ↑  Cititor de serviciu: Un istoric la modă | Alex Ștefănescu, 27 ianuarie 2013, Adevărul, accesat la 17 iunie 2013
2. ↑  De ce nu este România altfel. Adevărurile lui Lucian Boia | Matei Udrea, 8 februarie 2013, Adevărul, accesat la 17 iunie 2013
3. ↑  Lucian Boia: O intreaga istorie este responsabila de faptul ca Romania nu merge bine, 1 iunie 2013, Ziare.com, accesat la 22 ianuarie 2014
4. ↑  VIDEO Lucian Boia: “Ferdinand era influențabil, Regina Maria era cea cu personalitate”, 3 februarie 2014, Adevărul, accesat la 4 februarie 2014
5. ↑  „Balcic - Micul paradis al României Mari”: povestea unei fascinații, 12 martie 2014, Mircea Morariu, Adevărul, accesat la 23 aprilie 2014
6. ↑  Lucian Boia: Primul Război Mondial reprezintă actul de naștere a lumii în care trăim, 10:54, Dorina Calin, Mediafax, accesat la 30 aprilie 2014
7. ↑  A CUI ESTE TRANSILVANIA? Istoricul Lucian Boia explică, la Interviurile Gândul, pasajele „sensibile” din ultima lui carte, 30 aprilie 2014, Andreea Ofiteru, Gândul, accesat la 30 aprilie 2014
8. ↑  Avanpremieră din următorul volum de Lucian Boia, „Dosarele secrete ale agentului Anton”, 16 mai 2014, Redacția Adevărul, Adevărul, accesat la 29 octombrie 2014
9. ↑  „Suveranii României. Monarhia, o soluție?“, o nouă carte de Lucian Boia. Un portret al lui Carol I, în avanpremieră, 13 octombrie 2014, Simona Chițan, Adevărul, accesat la 29 octombrie 2014